# 미스 어스 2022
미스 어스 2022는 2022년 11월 29일 필리핀 메트로 마닐라 파라냐케의 오카다 마닐라에서 열렸다. 올해 대회에는 85개 국가 및 지역의 참가자들이 참가했다.

### 최종 결과
| 순위           | 참가자 |
| -------------- | --- |
| 미스 어스 2022 | - 대한민국 – 최미나수 |
| 미스 에어      | - 호주 – 셰리던 모르트록 |
| 미스 워터      | - 팔레스타인 – 나딘 아유브 |
| 미스 파이어    | - 콜롬비아 – 안드레아 아길레라 |
| Top 8          | - 벨기에 – 다프네 니벨스 - 네덜란드 - 메렐 헨드릭센 - 푸에르토리코 – 파울리나 아빌레스 - 짐바브웨 - 사킬레 두베                                                                                              |
| Top 12         | - 브라질 – 제시카 페드로소 - 쿠바 - 셰일라 라벨로 - 나이지리아 – 에스더 아자이 - 포르투갈 - 마리아 로사도 |
| Top 20         | - 체코 – 아네즈카 헤라레츠카 - 에티오피아 - 히워트 카사 - 아일랜드 – 알라나 라킨 - 나미비아 – 다이아나 안딤바 - 노르웨이 - 릴리 쇠달 - 필리핀 – 제니 램프 - 슬로베니아 – 레아 프르스텍 - 베트남 – 탁 투 타오 |

### 특별상
| 수상                  | 참가자 |
| --------------------- | --- |
| 베스트 리조트 웨어    | - 베네수엘라 – 오리아나 파블로스 (에어 그룹) |
| 미스 이슬라 드 롬블론 | - 쿠바 – 셰일라 라벨로 (파이어 그룹) |
| 베스트 수영복         | - 콜롬비아 – 안드레아 아길레라 (파이어 그룹) |
| 미스 멕시코 팜팡가    | - 대한민국 – 최미나수 (에어 그룹) |
| 미스 레이크쇼어       | - 필리핀 – 제니 램프 (에어 그룹) |
| 미스 상냥함           | - 호주 – 셰리던 모틀록 (파이어 그룹) - 키르기스스탄 – 아이잔 차나체바 (워터 그룹)                                                                                   |
| 미스 포토제닉         | - 콜롬비아 – 안드레아 아길레라 (파이어 그룹) - 보스니아 헤르체고비나 – 다야나 슈네고타 (워터 그룹)                                                                  |
| 수영복 대회           | - 나이지리아 – 에스더 아자이 (아프리카) - 콜롬비아 – 안드레아 아길레라 (아메리카) - 대한민국 – 최미나수 (아시아 및 오세아니아) - 벨라루스 – 릴리야 레바야 (유럽)    |
| 비치웨어 대회         | - 대한민국 – 최미나수 (에어 그룹) - 칠레 – 다니엘라 리켈메 (에코 그룹) - 콜롬비아 – 안드레아 아길레라 (파이어 그룹) - 브라질 – 제시카 페드로소 (워터 그룹)          |
| 베스트 롱 가운        | - 대한민국 – 최미나수 (에어 그룹) - 칠레 – 다니엘라 리켈메 (에코 그룹) - 쿠바 – 셰일라 라벨로 (파이어 그룹) - 에콰도르 – 수잔 톨레도 (워터 그룹)                    |
| 언론의 달링           | - 나이지리아 – 에스더 아자이 (아프리카) - 콜롬비아 – 안드레아 아길레라 (아메리카) - 호주 – 셰리던 모틀록 (아시아 및 오세아니아) - 네덜란드 – 메렐 헨드릭센 (유럽)   |
| 최고의 민족의상       | - 나이지리아 – 에스더 아자이 (아프리카) - 멕시코 – 인디라 페레즈 (아메리카) - 인도네시아 – 카리나 바스레완 (아시아 및 오세아니아) - 벨라루스 – 릴리야 레바야 (유럽) |
| 베스트 탤런트         | - 러시아 – 예카테리나 벨마키나 (에어 그룹) - 나이지리아 – 에스더 아자이 (에코 그룹) - 쿠바 – 셰일라 라벨로 (파이어 그룹) - 아일랜드 – 알라나 라킨 (워터 그룹)       |
| 베스트 에코 비디오    | - 나미비아 – 다이아나 안딤바 (아프리카) - 콜롬비아 – 안드레아 아길레라 (아메리카) - 네팔 – 사리샤 슈레스타 (아시아) - 아일랜드 – 알라나 라킨 (유럽)                 |